# Cheerleader (Omi)
Cheerleader è un singolo del cantante giamaicano Omi, pubblicato il 19 maggio 2014 come primo estratto dal primo album in studio Me 4 U.

## Descrizione
Le origini del brano risalgono al 2008 quando Omi, al secolo Omar Samuel Pasley, scrisse una prima versione della melodia del ritornello. L'anno successivo ha conosciuto il produttore Clifton "Specialist" Dillon, figura importante nell'industria musicale giamaicana, con il quale ha ampliato il lavoro sulla canzone, pianificandola come interlude di un album. Grazie al supporto del sassofonista Dean Fraser e del duo Sly & Robbie, il brano è stato completato nel 2012 ed è stato pubblicato sotto l'etichetta indipendente Oufah Records.
Nel 2013 il brano è stato scoperto da Patrick Moxey, presidente dell'etichetta Ultra Music, il quale ha proposto un contratto a Pasley nel tentativo di portare Cheerleader ad un'audience più ampia. È stato così contattato il DJ tedesco Felix Jaehn, a cui è stata commissionata la produzione di un remix. Jaehn ha quindi sostituito la base originale, in stile reggae fusion, in una strumentale deep house con influenze dancehall. Il remix è stato ultimato a gennaio 2014 ed è stato messo in commercio il 19 maggio successivo.

## Video musicale
Un video musicale a supporto della versione originale è stato pubblicato sul canale YouTube di Omi il 1º settembre 2012. A seguito del successo ricevuto dal remix, l'8 aprile 2015 è stato reso disponibile un nuovo video sul canale della Ultra Music: girato a Haulover Beach in Florida, è stato diretto da Lenny Bass ed è stato descritto come «un'atmosfera giocosa e calda» che restituisce alla canzone «la sua essenza estiva».

## Tracce
Download digitale
1. Cheerleader (Felix Jaehn Remix) – 3:01

Download digitale
1. Cheerleader (feat. Kid Ink) (Felix Jaehn vs. Salaam Remi Remix) – 3:01

Download digitale
1. Cheerleader (Ricky Blaze Remix) – 3:03

## Successo commerciale
Il 9 maggio 2015 la canzone ha debuttato alla 95ª posizione della Billboard Hot 100 statunitense. Grazie al successo ottenuto sulla piattaforma Shazam, nelle settimane successive Cheerleader ha scalato la classifica, fino ad arrivare al vertice nella pubblicazione del 25 luglio, dopo aver venduto 276 000 copie e avendo totalizzato 14,4 milioni di stream, oltre ad aver raggiunto anche 109 milioni di radioascoltatori. Omi è così diventato il primo artista giamaicano ad arrivare in testa alla Hot 100 da Sean Paul. Dopo aver trascorso quattro settimane al primo posto, è stata spodestata da Can't Feel My Face di The Weeknd, per poi ritornare in cima per altre due settimane.
Nella classifica britannica il brano ha raggiunto il primo posto il 9 maggio 2015 con 112 626 unità, facendo di Omi il primo artista dei Caraibi ad avere una numero uno da Shaggy. Con quattro settimane di permanenza al vertice, è diventata la canzone di un artista giamaicano di maggior successo nel Regno Unito.

## Classifiche

### Classifiche settimanali
| Classifica (2014-16) | Posizione massima |
| -------------------- | ----------------- |
| Australia            | 1                 |
| Austria              | 1                 |
| Belgio (Fiandre)     | 1                 |
| Belgio (Vallonia)    | 1                 |
| Canada               | 1                 |
| Danimarca            | 1                 |
| Finlandia            | 13                |
| Francia              | 1                 |
| Germania             | 1                 |
| Irlanda              | 1                 |
| Italia               | 2                 |
| Libano               | 3                 |
| Lussemburgo          | 2                 |
| Norvegia             | 5                 |
| Nuova Zelanda        | 3                 |
| Paesi Bassi          | 1                 |
| Polonia              | 1                 |
| Portogallo           | 26                |
| Regno Unito          | 1                 |
| Repubblica Ceca      | 2                 |
| Slovacchia           | 2                 |
| Spagna               | 3                 |
| Stati Uniti          | 1                 |
| Svezia               | 1                 |
| Svizzera             | 1                 |
| Ungheria             | 3                 |

### Classifiche di fine anno
| Classifica (2014) | Posizione |
| ----------------- | --------- |
| Svezia            | 21        |
| Classifica (2015) | Posizione |
| Australia         | 2         |
| Austria           | 1         |
| Belgio (Fiandre)  | 2         |
| Belgio (Vallonia) | 1         |
| Canada            | 3         |
| Danimarca         | 2         |
| Francia           | 1         |
| Germania          | 1         |
| Italia            | 3         |
| Nuova Zelanda     | 5         |
| Paesi Bassi       | 1         |
| Polonia           | 2         |
| Regno Unito       | 2         |
| Spagna            | 2         |
| Stati Uniti       | 11        |
| Svezia            | 6         |
| Svizzera          | 2         |
| Ungheria          | 20        |
| Classifica (2016) | Posizione |
| Canada            | 97        |
| Francia           | 108       |

### Classifiche di fine decennio
| Classifica (2010-19) | Posizione |
| -------------------- | --------- |
| Australia            | 67        |
| Germania             | 42        |
| Regno Unito          | 22        |
| Stati Uniti          | 83        |

### Classifiche di tutti i tempi
| Classifica (1958-2018) | Posizione |
| ---------------------- | --------- |
| Stati Uniti            | 561       |